# Anna Karina
Anna Karina, rodným jménem Hanne Karin Blarke Bayer (22. září 1940, Solbjerg, Dánsko – 14. prosince 2019, Paříž, Francie) byla dánsko-francouzská herečka, která se proslavila ve filmech francouzské nové vlny, zejména ve snímcích svého manžela (1961-1965) režiséra Jean-Luca Godarda. V roce 1961 získala Stříbrného medvěda za nejlepší ženský herecký výkon v Godardově filmu Žena je žena na filmovém festivalu v Berlíně.

## Život
Byla problémové dítě, které často utíkalo z domova. Brzy začala malovat a ještě jako nezletilá si přivydělávala jako zpěvačka v nočních barech. Po hádce s matkou utekla roku 1958, ve svých sedmnácti, do Paříže, ačkoli neměla žádné peníze ani neuměla francouzsky. V kavárně Les Deux Magots ji jednoho dne oslovila agentka hledající mladé modelky. Brzy pracovala s Pierrem Cardinem či Coco Chanel. Právě Chanel ji vymyslela umělecké jméno Anna Karina. Začala hrát i v reklamách.
V reklamě Palmolive ji prvně spatřil i Godard. Vzápětí ji nabídl malou roli ve svém prvním filmu U konce s dechem (1960), avšak Anna odmítla kvůli nahé scéně. Roku 1961 však již hrála hlavní roli v jeho filmu Vojáček a brzy následovaly další, stejně jako vztah s režisérem. Který začal během onoho natáčení, ale už během natáčení Alphaville se vztah blížil ke konci a skončil rozvodem ještě téhož roku. Od svého rozvodu se už spolu nebyli v kontaktu. Ale začala být obsazována i jinými režiséry – Jacquesem Rivettem, Luchinem Viscontim, Rainerem Wernerem Fassbinderem a stala se tak jakýmsi symbolem evropského uměleckého filmu 60. a 70. let a byla označována za novou Femme Fatale.
Nakoukla i do hudebního šoubyznysu během natáčení snímku Pierrot le Fou, protože její role vyžadovala i hudební průpravu a následný zpěv ve film později nazpívala několik písní se Sergem Gainsbourgem. Vydala i vlastní album Une histoire d'amour a v roce 1967 album BOF Anna. Jejím největším hitem se stala skladba Roller Girl.V 70. letech začala psát i knihy: Vivre ensemble (1973), Golden City (1983), On n'achète pas le soleil (1988) a Jusqu'au bout du hasard (1998). Od 80. let se na plátně objevovala již jen výjimečně. V roce 2008 režírovala vlastní film Victoria.